# Rouvil·leïta
La rouvil·leïta és un mineral de la classe dels carbonats. Rep el seu nom en honor de l'antic nom del comtat on se situa la pedrera Poudrette on va ser descoberta aquesta espècie mineral: el comtat de Rouville.

## Característiques
La rouvil·leïta és un carbonat aprovat com a espècie vàlida per l'Associació Mineralògica Internacional que va ser publicat l'any 1991. La seva fórmula química va ser redefinida l'any 2022, passant de Na₃CaMn2+(CO₃)₃F a Na₃Ca₂(CO₃)₃F. Cristal·litza en el sistema monoclínic. Els cristalls són prismàtics, allargats al llarg de [001], mostrant {100}, {010}, {110}, {001}, {101}, {023}, {032}, de fins a 1 mm; comunament en forma de masses granulars. La seva duresa a l'escala de Mohs és 3.
Segons la classificació de Nickel-Strunz, la rouvil·leïta pertany a «05.BC - Carbonats amb anions addicionals, sense H₂O, amb cations alcalinoterris» juntament amb la brenkita i la podlesnoïta.

## Formació i jaciments
La rouvil·leïta va ser descoberta a la pedrera Poudrette, al Mont Saint-Hilaire (Quebec, Canadà) en un xenòlit de sodalita en un complex intrusiu alcalí de gabre-sienita. També ha estat trobada al complex Kalkfeld, al Districte de Damarland (Kunene, Namíbia) i al mont Alluaiv, a la península de Kola (óblast de Múrmansk, Rússia).
Sol trobar-se associada a altres minerals com: kupletskita, vil·liaumita, aegirina, microclina, cancrinita, analcima, shortita, vuonnemita, criolita, kogarkoïta (Mont Saint-Hilaire, Canadà); manganotiquita, mineevita, nahcolita, trona, pirssonita, sidorenkita i rodocrosita (península de Kola, Rússia).